# Diocesi di Hamadan
La diocesi di Hamadan è un'antica sede della Chiesa d'Oriente, suffraganea dell'arcidiocesi di Hulwan, attestata dal V al XIV secolo.

## Storia
Hamadān, l'antica Ecbatana, capitale dei Medi, era una città persiana nella provincia della Media, chiamata in siriaco Beth Madaye e in arabo al-Gabal (o Jibal). Nelle fonti ecclesiastiche, il nome di Hamadan appare solo nel 554; in precedenza i vescovi portano il titolo di "vescovi di Beth Madaye", che, oltre al nome della provincia, era anche quello del distretto nel quale si trovava la città di Hamadan.
La diocesi del distretto di Beth Madaye è menzionata per la prima volta nel concilio indetto dal patriarca Mar Isacco nel 410, ed appartiene al gruppo di vescovati i cui titolari non furono presenti al concilio perché troppo lontani da Seleucia-Ctesifonte. Ma sembra che la regione fosse ancora pagana verso la metà del secolo, perché le cronache riferiscono che il monaco Pition vi fece numerose conversioni.
Il primo vescovo conosciuto di Beth Madaye è Abramo, che prese parte al concilio indetto dal patriarca Mar Acacio nel 486; seguono altri quattro vescovi, che presenziarono ai concili patriarcali del 497, del 544, del 554 e del 605. Tra il 610 ed il 611 il distretto di Beth Madaye accolse un folto gruppo di deportati armeni, fatti prigionieri da Cosroe II, tra cui anche il catholicos armeno Giovanni, che morì nel villaggio di Awah nei pressi di Hamadan.
Sono noti altri due vescovi di Hamadan, Abramo nella seconda metà del X secolo, e Giovanni sul finire del XII secolo. All'epoca di quest'ultimo vescovo, la sede metropolitana di Hulwan, caduta in disgrazia, era stata trasferita a Hamadan. Nel 1220 la città episcopale fu distrutta dai Mongoli; in seguito verrà ricostruita, ma non sono più noti vescovi nestoriani. La metropolia di Hamadan-Hulwan è ancora menzionata nella lista dei metropoliti del patriarcato della Chiesa d'Oriente redatta da Abdisho bar Berika nel XIV secolo.

## Cronotassi dei vescovi
- Abramo † (menzionato nel 486)
- Bawai † (menzionato nel 497)
- Acacio † (prima del 544 - 554 deceduto)
- Auban ? † (554 - ?)
- Yazdhwast † (menzionato nel 605)
- Abramo † (? - circa 963/986 nominato vescovo di Kaskar)
- Giovanni di Mossul † (all'epoca del patriarca Elia III - 1176-1190)